# Nair (Arguin-Sandbank)
Nair (arabisch نير, DMG nair, auch: En Nayer) ist ein kleines Inselchen der Arguin-Sandbank im Nationalpark Banc d’Arguin, Mauretanien. Es ist ein wichtiger Brutplatz für Löffler und Dünnschnabelmöwen.

## Geographie
Die Insel ist Teil der Schlammflächen der Banc d’Arguin und erhebt sich kaum über den Meeresspiegel. Durch den Anstieg des Meeresspiegels verschwindet die Insel langsam. Sie ist schon stark geschrumpft.
Die Insel liegt vor der Nordspitze der größeren Insel Tidra zusammen mit der Île Iouik vor dem Kap Râs Iouîk im Nordosten.